# Periodieke onthouding
Periodieke onthouding is een methode van anticonceptie gebaseerd op de menstruatiecyclus van de vrouw. Deze werkt door geslachtsgemeenschap tot de onvruchtbare periode van de vrouwelijke cyclus te beperken. De methodezekerheid van de meest gebruikte methode, de zogenaamde sympto-thermale methode, behoort tot de hoogste graad. De kans op een zwangerschap bij honderd echtparen die de methode correct gebruiken gedurende een jaar, de zogenaamde Pearl-index, ligt in onderzoeksetting rond de 0,5%. In de praktijk is het veel minder goed: 5 tot 20%. 
Net zoals bij alle andere anticonceptiva is de methode minder betrouwbaar wanneer ze niet nauwkeurig wordt toegepast. Het is verder de enige vorm van contraceptie, die binnen het concept van verantwoord ouderschap, in bepaalde omstandigheden wordt toegestaan door de Rooms-Katholieke Kerk.
In zijn eenvoudigste vorm bestaat periodieke onthouding erin de dagen sinds het begin van de menstruatie te tellen om het begin van de vruchtbare periode in te schatten. Deze kalendermethode is relatief onbetrouwbaar (Pearl index 9).
Meer geavanceerde vormen zoals de sympto-thermale methode gebruiken drie andere aanwijzingen om de ovulatie nauwkeuriger te kunnen voorspellen:
- de lichaamstemperatuur van de vrouw,
- het al dan niet aanwezig zijn van (vruchtbaar) slijm in de vagina van de vrouw en
- de stand van de baarmoedermond.

Globaal gezien wordt periodieke onthouding in België en Nederland veel minder gebruikt dan bepaalde andere methoden zoals de anticonceptiepil.

## Geschiedenis
De periodieke onthouding werd in het Nederlandse taalgebied geïntroduceerd in 1930. De katholieke arts Johannes Smulders (1872-1939) publiceerde het boek 'Periodieke onthouding in het huwelijk: methode Ogino-Knaus'. Smulders populariseerde artikelen uit de vakbladen van de Japanse arts Kyusaku Ogino en zijn Oostenrijkse collega Hermann Knaus. Hun vaststelling dat de eisprong 12 tot 16 dagen voor de menstruatie plaatsvindt, vormde de basis voor de betrekkelijk simpele kalendermethode. Deze sloeg aan omdat zij door de clerus althans niet verboden werd. Ze was niet helemaal betrouwbaar, maar leidde al spoedig tot kleinere gezinnen.
In 1935 werd de methode Ogino-Knaus aanzienlijk verbeterd door de Duitse priester Wilhelm Hillebrand. In zijn methode diende de vrouw elke ochtend haar lichaamstemperatuur op te nemen en te noteren. Aan de hand van het patroon kon ze dan nauwkeuriger de vruchtbare dagen vaststellen dan louter op basis van de kalender.
Het Australische artsenechtpaar John en Eveline Billings kwam in de jaren vijftig met de naar hen genoemde methode, waarbij de vrouw slijmvorming in de cervix moest waarnemen. Ook hier wordt geen hoge graad van betrouwbaarheid bereikt.
In 1965 kwam de Oostenrijkse arts Josef Rötzer met een combinatie van de methodes-Hillebrand en Billings. Deze 'sympto-thermale methode' geldt als bewerkelijk maar betrouwbaar.

## Voor- en nadelen
Voorstanders van de sympto-thermale methode geven aan dat ze de voorkeur aan deze methode geven omwille van de volgende voordelen:
- vrij van bijwerkingen
- natuurlijk: ze grijpt niet in in de lichamelijke functies (er hoeven geen pillen te worden geslikt of voorwerpen ingebracht in de baarmoeder)
- weinig of geen religieuze bezwaren

De belangrijkste nadelen zijn:
- de methoden zijn zeer bewerkelijk
- eisen een grote mate van (zelf)discipline
- pas bruikbaar na ongeveer 3 maanden observatie
- onbetrouwbaar bij typisch gebruik (in de praktijk)[3]

### De sympto-thermale methode
Observaties van het lichaam van de vrouw geven een nauwkeurige indicatie van wanneer de eisprong plaatsvindt.
De lichaamstemperatuur van de vrouw gaat na de ovulatie door veranderingen in hormoonspiegels zo'n 0,2 tot 0,9°C omhoog. Deze verhoging duurt voort tot de volgende menstruatie. Door de temperatuur eerst een aantal maanden op te schrijven kan een nauwkeuriger idee gekregen worden over het moment van ovulatie. Er zijn speciale thermometers in de handel die, met hulp van een klein computertje, zelf bepalen of een dag veilig of onveilig is. Een periodieke onthouding die alleen gebruikmaakt van het observeren van de lichaamstemperatuur staat bekend als de temperatuurmethode.
Het baarmoederhalsslijm verandert gedurende de cyclus van textuur. Vlak voor de ovulatie is het glad, helder (doorzichtig) en heel erg rekbaar, op andere dagen meer vast, wit en kleverig. Ook dit kan worden gebruikt om het ovulatietijdstip vast te stellen. De Billings-methode (ontwikkeld door het Australische artsenechtpaar John en Evelyn Billings) maakt alleen gebruik van de slijmobservatie.
Daarnaast opent de baarmoedermond zich gedurende de vruchtbare periode, de stand van de baarmoedermond verandert ook en hij wordt bovendien zeer soepel. Dit is een extra controlemiddel om het tijdstip van de ovulatie vast te stellen.
In de sympto-thermale methode worden deze drie waarnemingen gecombineerd. Dit geeft een helder en zeer betrouwbaar beeld van het tijdstip van de ovulatie.
Sommige vrouwen kunnen ook door andere observaties aan hun lichaam, zoals de middenpijn, het moment van ovulatie bepalen, en daarmee de periodieke onthouding verbeteren.
Ook zijn er apparaten die de wisseling in de hormoonspiegel van de vrouw meten, bijvoorbeeld in de ochtendurine. Hierbij wordt de aanwezigheid van twee hormonen gemeten.

## De berekeningen
Bij de meeste vrouwen duurt de menstruatiecyclus tussen 24 en 32 dagen. Hij start met de menstruatiebloeding. De ovulatie vindt plaats tussen de 12e en 18e dag, afhankelijk van de lengte van de periode. Eventuele fluctuatie in de lengte van de periode zit vrijwel altijd in de periode voor de ovulatie. De eicel moet binnen 24 uur worden bevrucht. Zaadcellen kunnen normaal gesproken een dag of twee na ejaculatie nog een bevruchting uitvoeren, maar er worden ook gevallen beschreven waarin na 5 dagen nog een bevruchting plaatsvond.
Als we de speling in het moment van ovulatie en de overleving van het sperma in acht nemen, is er een periode van 5-11 dagen aan het begin van de cyclus (voor de ovulatie) die wordt aangeduid als onvruchtbaar. De eerste paar dagen daarvan corresponderen met de menstruatiebloeding. De tweede onvruchtbare periode is de periode ná de ovulatie tot de volgende menstruatie. Aangezien de exacte tijd van de ovulatie niet bekend is, wordt er een marge van een aantal dagen aangehouden.
Door gebruik te maken van de eerder genoemde sympto-thermale periode kan het moment van de ovulatie nader bepaald worden.